# Герасименко, Андрей Александрович
Андрей Александрович Герасименко (укр. Андрій Олександрович Герасименко; род. 8 января 1981, Андреевка, Запорожская область) — украинский футболист, нападающий.

## Клубная карьера
Воспитанник киевского «Динамо». В 1997 году начал карьеру в третьей команде киевского «Динамо». Затем выступал во второй команде, но пробиться в состав первой команды не сумел, поэтому с 2001 года выступал на правах аренды в криворожском «Кривбассе» и ужгородском «Закарпатье». В начале 2003 года стал игроком ахтырского клуба «Нефтяник-Укрнефть». Затем выступал в любительских командах. В 2007 году подписал контракт с луганским «Коммунальником», а с начала 2008 года защищал цвета днепродзержинской «Стали».

## Карьера в сборной
Призывался в ряды сборной Украины до 18 лет. Затем вызывался в сборную Украины до 20 лет, в составе которой был участником финальной части чемпионата мира U-20.

## Достижения

### Клубные
- Первая лига чемпионата Украины
  - Чемпион (1): 2001
  - Бронзовый призёр (1): 2004

### В сборной
- Юношеский чемпионат Европы (U-19)
  - Серебряный призёр (1): 2000

- Участник финальной части Чемпионата мира U-20: 2001